# Villány
Villány (en alemán: Wieland; en croata: Viljan, Biljan o Vilanje; en serbio: Виљан) es una ciudad en el condado de Baranya, Hungría, famosa por su vino. Los residentes son húngaros, con una minoría de croatas, serbios y alemanes de Hungría. Hasta el final de la Segunda Guerra Mundial, los habitantes eran suabos del Danubio, también llamados localmente como Stifolder, porque sus antepasados llegaron alrededor de 1720 desde el distrito de Fulda. La mayoría de los antiguos colonos alemanes fueron expulsados a la Alemania y Austria ocupadas por los Aliados entre 1945 y 1948, de conformidad con el Acuerdo de Potsdam. Solo unos pocos alemanes de Hungría viven allí, la mayoría hoy en día son descendientes de húngaros del intercambio de población checoslovaco-húngaro. Recibieron las casas de los antiguos habitantes suabos del Danubio.

## Etimología
El nombre deriva de la palabra húngara «villám», que significa «rayo». Antiguamente (hace siglos), el asentamiento se registraba con este nombre.

## Historia

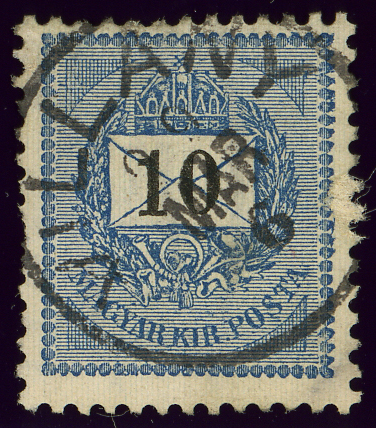
Sello del 1900 en el Reino de Hungría.

En el período entre la ocupación otomana y el año 1918, Villány formó parte de la monarquía austríaca, provincia de Hungría. En Transleitania, tras el compromiso de 1867, se integró al Reino de Hungría. A finales de 1867 se abrió una oficina de correos (dependiente de la Dirección de Correos de Oedenburg).

## Geografía
La ciudad se sitúa en la confluencia de tres grandes regiones geográficas: la Gran Llanura Húngara al sur, las colinas de Baranya al norte y, finalmente, las montañas de Villány, que la bordean al oeste. En la llanura, la actividad agrícola es común. Las montañas y las colinas ofrecen un entorno propicio para la producción de vino.
Un yacimiento fósil conocido como «Villány localidad 6» o «Villány-Kalkberg Süd» ha proporcionado numerosos fósiles de vertebrados del Pleistoceno Inferior.

## Demografía

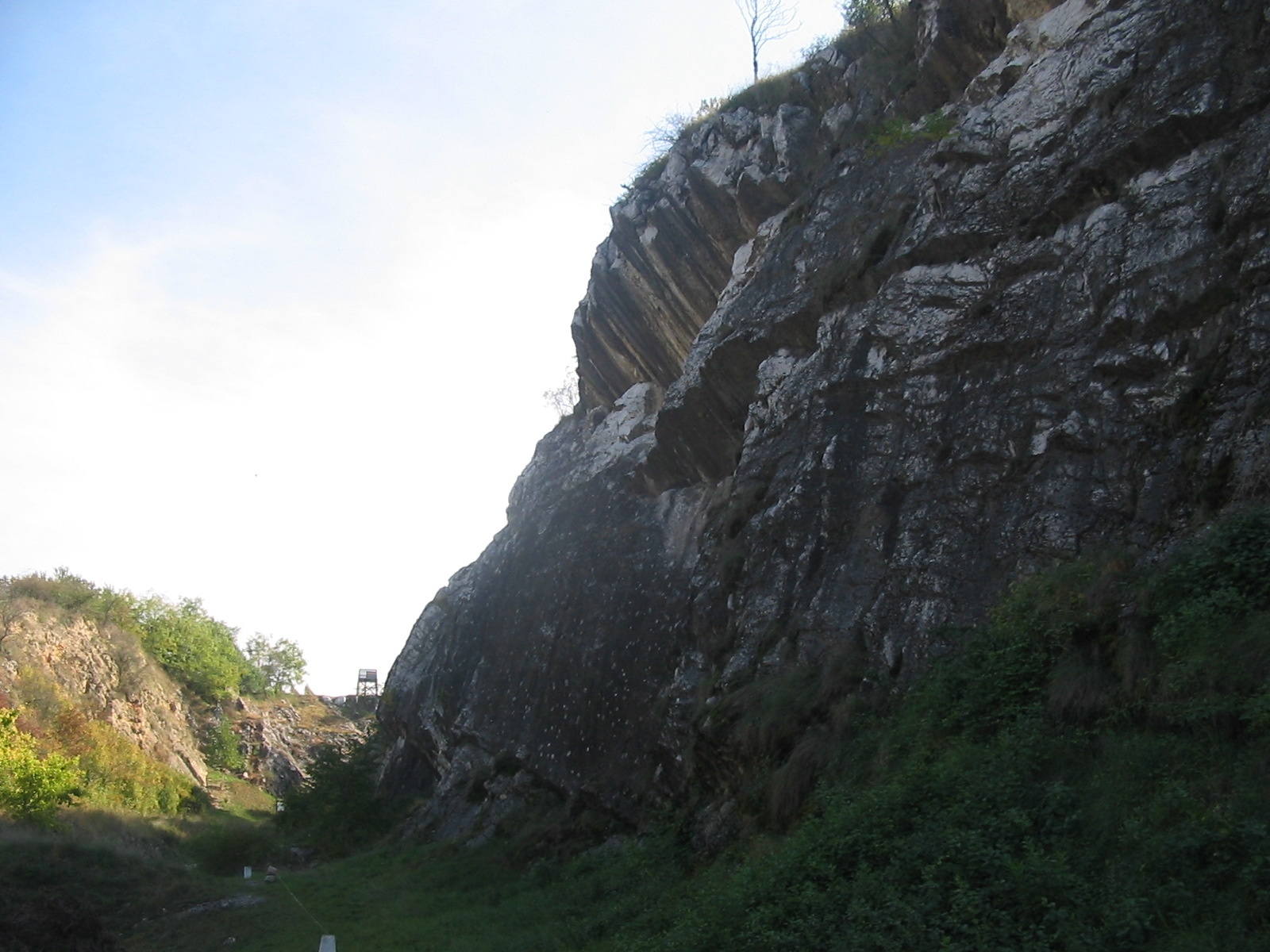
Las montañas de Villány

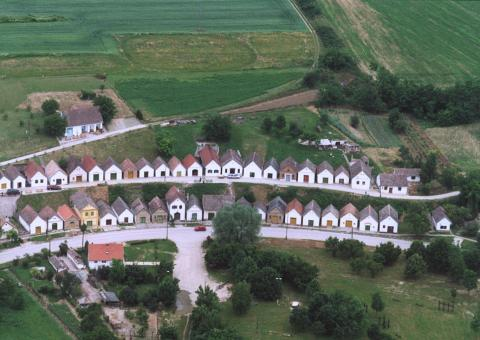
Bodegas de Villány

La población del asentamiento, dividida por grupos de edad:
| Grupo      | 2006 |
| 0–5 años   | 108  |
| 6–13 años  | 204  |
| 14–17 años | 143  |
| 18–54 años | 1450 |
| 55–69 años | 328  |
| más de 70  | 404  |

## Ciudades hermanadas
Villány está hermanada con: 
- Eislingen, Germany
- Stainz, Austria
- Vețca, Romania
- Zamárdi, Hungary

## Región vinícola
Villány es la región vinícola más famosa de Hungría. La región vinícola más meridional cuenta con la mayor cantidad de horas de sol. El clima húngaro es continental. Sin embargo, debido a su ubicación, la región vinícola de Villány se caracteriza por su clima submediterráneo. Aquí se puede encontrar un vino tinto cuvée estilo Burdeos. Las variedades francesas Cabernet Sauvignon, Cabernet Franc y Merlot son destacadas en la región. También se encuentran Portugieser y Kékfrankos, así como Kadarka y Syrah. Los vinicultores también cultivan uvas blancas, como la Riesling italiana, la Chardonnay, la Sauvignon Blanc y la Veltelini verde.